# Jeanne-Marie Coetzer
Jeanne-Marie Coetzer (ur. 3 maja 1987) – południowoafrykańska zapaśniczka walcząca w stylu wolnym. Srebrna medalistka igrzysk afrykańskich w 2015 i ósma w 2007. Zdobyła cztery brązowe medale na mistrzostwach Afryki, w 2007, 2011, 2015 i 2016 roku.